# Шемийи (Верхняя Сона)
Шемийи́ (фр. Chemilly) — коммуна во Франции, находится в регионе Франш-Конте. Департамент — Верхняя Сона. Входит в состав кантона Се-сюр-Сон-э-Сент-Альбен. Округ коммуны — Везуль.
Код INSEE коммуны — 70148.

## География
Коммуна расположена приблизительно в 310 км к юго-востоку от Парижа, в 50 км севернее Безансона, в 11 км к западу от Везуля.
По территории коммуны протекает река Дюржон, а вдоль северной границы — река Сона.

## Население
Население коммуны на 2010 год составляло 85 человек.
| 1962 | 1968 | 1975 | 1982 | 1990 | 1999 | 2010 |
| ---- | ---- | ---- | ---- | ---- | ---- | ---- |
| 62   | 64   | 49   | 73   | 80   | 79   | 85   |

## Администрация
| Период | Период | Фамилия        | Партия | Примечания |
| ------ | ------ | -------------- | ------ | ---------- |
| 2001   | 2008   | Жан Жевре      |        |            |
| 2008   | 2014   | Надин Маршадур |        |            |

## Экономика

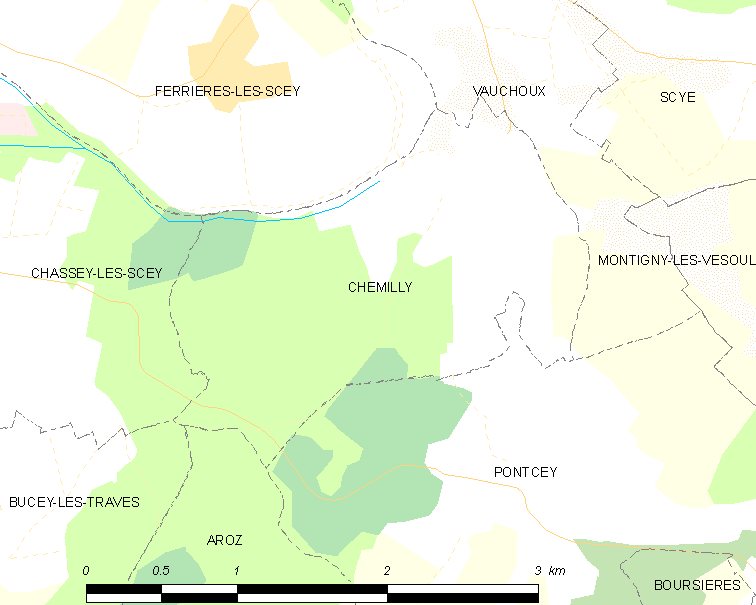
Карта коммуны

В 2010 году среди 49 человек трудоспособного возраста (15—64 лет) 34 были экономически активными, 15 — неактивными (показатель активности — 69,4 %, в 1999 году было 59,3 %). Из 34 активных жителей работали 30 человек (17 мужчин и 13 женщин), безработных было 4 (1 мужчина и 3 женщины). Среди 15 неактивных 1 человек был учеником или студентом, 6 — пенсионерами, 8 были неактивными по другим причинам.